# سانتو دومينغو (محطة مترو أنفاق مدريد)

سانتو دومينغو (بالإسبانية: Santo Domingo)‏ هي محطة مترو أنفاق في مدريد في إسبانيا، تقع على الخط رقم 2.